# Herre, i blodet som utgjutet är
Herre, i blodet som utgjutet är är en sång med text från 1886 av Herbert Booth och musik av Thomas H Bayley. Sången översattes till svenska 1888 av Emanuel Booth-Hellberg och dess melodi användes till den samtida psalmen Framåt! Så ljuder vårt fältrop idag

## Publicerad i
- Nya Stridssånger 1889 som nr 11.
- Musik till Frälsningsarméns sångbok 1907 som nr 199.
- Frälsningsarméns sångbok 1929 som nr 118 under rubriken "Helgelse - Helgelsens verk".
- Frälsningsarméns sångbok 1968 som nr 157 under rubriken "Helgelse".
- Frälsningsarméns sångbok 1990 som nr 406 under rubriken "Helgelse".